# Edelweißpiraten

Wandgraffiti an der Hinrichtungsstätte in Köln-Ehrenfeld (2013)

Als Edelweißpiraten wurden informelle Gruppen deutscher Jugendlicher mit unangepasstem, teilweise oppositionellem Verhalten im Deutschen Reich von 1939 bis 1945 bezeichnet. Nach Kriegsende dauerten in einigen Besatzungszonen die Aktivitäten der Gruppen bis etwa 1947 an.
Die Namensgebung entstammt einer Verballhornung durch Gestapo-Beamte um 1939: Das Edelweiß war eines unter vielen Kennzeichen der nach 1936 verbotenen Bündischen Jugend. Der Namensteil „Piraten“ leitet sich von den Kittelbachpiraten ab, einer offiziell bis 1933 bestehenden rechtsradikalen Gruppe in Düsseldorf, die größtenteils in die Hitlerjugend (HJ) oder die Sturmabteilung (SA) abwanderte. Die Vermengung der Begriffe „Edelweiß“ und „Piraten“, anfänglich ein Schmähwort gegen Jugendliche mit oppositionellem Verhalten, speziell für solche mit Wurzeln in der Bündischen Jugend, in der linksgerichteten Naturfreundejugend oder im kommunistischen Rotfrontkämpferbund, wurde durch die jungen Gruppierungen gegen Ende des Krieges als Selbstbezeichnung gewählt.
Einige dieser Gruppen, wie die Kölner Edelweißgruppe um Gertrud Koch, deren Vater im KZ Esterwegen starb, oder die Ehrenfelder Gruppe um den KZ-Flüchtling Hans Steinbrück, beteiligten sich aktiv am Widerstand gegen den Nationalsozialismus. Außer dieser Köln-Ehrenfelder Edelweißpiraten-Gruppe, deren Aktivitäten erst nach 1980 durch Jean Jülich ins öffentliche Bewusstsein gebracht wurden, sind beispielsweise die Dortmunder Edelweißpiraten vom „Brügmannplatz“, über die 1980 der Schriftsteller Kurt Piehl publizierte, bekannt geworden.

## Hintergrund
Die wirtschaftliche und gesellschaftliche Hoffnungslosigkeit der Zeit nach dem Ersten Weltkrieg brachte für die Jugend Deutschlands massive Probleme mit sich. Während für wirtschaftlich schwächere soziale Schichten kaum Aussicht auf Bildung und Arbeit bestand, wurde von der Oberschicht eine Vision der „Goldenen Zwanziger“ vorgeführt.
Der Ausweg bestand für viele darin, sich formellen Gruppen anzuschließen, die einerseits ein Programm zur Freizeitgestaltung anboten und andererseits durch das Erleben von Gruppenzugehörigkeit die Entwicklung von Selbstdefinitionen zuließen. Jugendbünde, die aus der Tradition der Wandervögel vor dem Ersten Weltkrieg hervorgingen, legten den Schwerpunkt ihrer Aktivitäten auf Wanderungen und Fahrten in die Randgebiete der großen Städte. Dort wurde in der Natur am Lagerfeuer mit Wandergitarre und Feldkocher der jugendliche Unabhängigkeitsdrang zelebriert.
Gegen Ende der Weimarer Republik wurde die politische Einflussnahme auf alle Jugendgruppen stärker. Viele Parteien sahen das Herausbilden einer parteitreuen Jugend als essentiell an. So vielfältig die Parteienlandschaft der Republik war, so facettenreich war die Bandbreite der Jugendgruppen.
Neben den Gruppen, die direkt den Parteien unterstanden, den katholischen Gruppen und der den Naturfreunden unterstehenden Naturfreundejugend gab es den breiten Bogen der Bündischen Jugend. Diese etwa 100.000 Jugendlichen, zusammengefasst in 1200 Gruppen, spiegelten die ganze Bandbreite revolutionärer bis bürgerlicher Ideale der zu Ende gehenden Republik wider. Gemeinsam hatten sie Wanderfahrten, formelle Hierarchie und elitäres Bewusstsein.
Damit standen die „bündischen“ Merkmale in direkter Konkurrenz zur aufstrebenden Hitlerjugend unter der Führung des ehrgeizigen Baldur von Schirach. Für eine erfolgreiche Ausdehnung der HJ, die von 108.000 Mitgliedern im Jahr 1932 auf 2,3 Millionen im nächsten Jahr anwuchs, war aber auch deutlich, dass die HJ auf die Erfahrungen und die persönliche Beteiligung von Jugendführern der Bündischen Jugend angewiesen war.
Nachdem 1933 der Großdeutsche Bund, eine Zusammenfassung von etwa 70.000 Jugendlichen aus verschiedenen Bündischen Gruppen, und 1936 alle Gruppen der „Bündischen“ verboten waren, setzte die Verfolgung der ehemaligen Mitglieder ein. Regelmäßige Streifen der HJ waren mit Verstärkung von SA und Gestapo zum Einschreiten legitimiert, wenn es einen Verdacht auf so genannte „bündische Umtriebe“ gab. Bis 1938 wurden oft Integrationsangebote von den „Bündischen“ wahrgenommen, da das Image des „jugendlichen Rebellentums“ der HJ noch anhaftete. Freizeitangebote und Aufstiegsmöglichkeiten in der HJ waren durchaus attraktiv. Nach dieser Werbungsphase waren die für Jungvolk, BDM und Hitler-Jugend nicht begeisterungsfähigen Jugendlichen die Hauptfeindbilder des HJ-Streifendiensts. Jugendliche, die sich nach 1936 der Zwangsmitgliedschaft in der HJ entziehen wollten, wurden kriminalisiert. Darunter fanden sich ausgetretene oder ausgeschlossene ehemalige HJ-Mitglieder, Jugendbanden im Stile der „Wilden Cliquen“ der Weimarer Republik, regionale Jugendbanden, illegal weitergepflegte Kontakte zu verbotenen Jugend- oder Naturfreundegruppen und endlich politisch motivierte Widerstandskämpfer.

## Regionale Verbreitung und Wirkungskreis
Spätestens ab 1942 kann Köln als Zentrum der Edelweiß-Gruppen, wie die bevorzugte Selbstbezeichnung lautete, mit über 3000 in Gestapo-Akten genannten Namen gelten. In Duisburg, Düsseldorf, Essen und Wuppertal stellte die Gestapo bei Razzien 739 vermeintliche Edelweißpiraten. Der Dortmunder Brügmannplatz wurde spätestens 1943 zum Treffpunkt der lokalen Edelweiß-Gruppe. Reichsweit waren solche Gruppen in den großstädtischen Zentren entstanden.
Typisch für die Namensgebung scheint zu sein, dass die verfolgten Gruppen schnell die Etikettierung ihrer Verfolger annahmen. So wurden angeblich unangepasste Jugendliche in Köln von 1933 bis 1941 von der HJ mit dem Spitznamen „Navajos“ benannt, der von den Verfolgten übernommen wurde. So verstand ein Gefolgschaftsführer der Nachrichten-HJ 1936 unter Navajos:

„[…] solche Personen, die aus der HJ ausgeschlossen sind […] und solche wegen Vergehens gegen § 175. Jede jugendliche Person, die ein bunt kariertes Hemd, sehr kurze Hose, Stiefel mit übergeschlagenen Strümpfen trägt, wird von der HJ als ‚Navajo‘ angesehen.“

Über das gesamte Reichsgebiet kann die Gegnerschaft zur HJ als verbindendes Element angesehen werden, stärker als die Nachfolgeschaft einer traditionellen verbotenen Jugendgruppe. Die Verhaltensweisen der Bündischen wurden zwar oft angenommen, ohne aber deren Ursprung zu kennen und ohne die typische hierarchische Organisation. Dabei suchten manche Gruppen nach handgreiflichen Auseinandersetzungen mit den Streifen der HJ, wobei auch Straßenkämpfe aufgrund territorialer Ansprüche gegen andere Jugendbanden ausgetragen wurden. Andere Gruppen vermieden jeden Kontakt mit der HJ, insbesondere mit der assistierenden SA.

## Äußere Merkmale der Edelweißpiraten
Das Abhalten von Wanderungen und Fahrten ins Umland der großen Städte und seltener in andere Städte gehörte traditionell zu den freizeitstrukturierenden Aktivitäten der Jugendgruppen. Dabei wurden Lieder aus der Bündischen Jugend gesungen, manche von ihnen dichteten diese oder Lieder der verfeindeten HJ in ironischer Weise um. Teilweise enthielten diese Texte eine derbe regimekritische Aussage, ebenso entstanden neue Lieder, zum Teil mit politischem Inhalt.
Von den Einheitsuniformen der Hitler-Jugend hoben sich die als Edelweißpiraten bezeichneten Jugendlichen durch einen eigenen Stil – oft Skihemden, Wanderschuhe, Halstuch und kurze Lederhosen – ab. Teilweise war ihr Erkennungszeichen ein Edelweiß unter dem linken Rockaufschlag. Oft wurden Fantasiekluften, Totenkopfringe, mit Nägeln beschlagene Gürtel, Jungenschaftsjacken getragen und die Kohte benutzt. Im Gegensatz zur HJ nahmen sie zum Teil weibliche Jugendliche und Heranwachsende auf.

## Verfolgung
Je mehr Anzeigen der HJ an die Gestapo eingingen, desto härter wurde die Verfolgung durch Verhaftungen, Verhöre, Folter und Einkerkerungen. Die Gestapo selbst gab zu, dass der Streifendienst der HJ zu einer Verschärfung der Situation geführt hatte. Am 1. Juni 1938 wurden neue Richtlinien für den HJ-Streifendienst erlassen, welche die HJ zum „Einschreiten“ auf „offener Straße“ und in „geschlossenen Räumen“ ermächtigten.
Unmittelbar nach dem Verbot der Bündischen Jugend wurde der § 175 als Tatbestand missbraucht, um eine gerichtliche Verurteilung zu erwirken. Dies rührte aus der historischen Rivalität zwischen HJ und der Bündischen Jugend, deren Mitgliedern pauschal Homosexualität unterstellt wurde. Bald wurde von der NS-Gerichtsbarkeit der Tatbestand der „Bündischen Umtriebe“ geschaffen, der auf breiterer Basis eine Verurteilung von Verdächtigen ermöglichte. Dennoch war die Definition der „Bündischen Umtriebe“ vage und die Entscheidung lag bei den zuständigen Gerichten. Bis Kriegsbeginn führten verhältnismäßig wenige Anzeigen zu einer Verurteilung.
Mit Beginn des Zweiten Weltkriegs wurden speziell ab 1941 radikalere Verfolgungsmethoden angewandt. Razzien, Belauschung, Verleumdung, Aufforderung zum Verrat, Nötigung, Folter und Gefängnishaft wurden eingesetzt, um regimekritischen Gruppen zu begegnen. Im Dezember 1942 kam es im Raum Köln zu einer Verhaftungswelle durch die Gestapo, allem Anschein nach motiviert durch die im Sommer 1942 angelaufenen Flugblattaktionen einzelner Gruppen.
Die Tatbestände der Wehrkraftzersetzung, des Defätismus, der Schwächung der deutschen Volksgemeinschaft, des Widerstands gegen die Gestapo oder des Landes- und Hochverrates hatten drakonische Strafen von Inhaftierung in Konzentrationslagern bis zur Todesstrafe zur Folge. Die Versetzung zu einem Strafbataillon des Heeres oder der Kriegsmarine waren für unangepasste junge Männer ein vom NS-Regime bevorzugtes Mittel zur Ausübung seiner totalitären Macht. Die Einsätze eines solchen Kommandos kamen einer Hinrichtung nahe.
Bruno Bachler, einer der überlebenden Edelweißpiraten, erzählte, wie er nach Verbüßung einer Haft im Konzentrationslager einer Strafkompanie an der Ostfront zugeteilt wurde, die zum Räumen von Minenfeldern benutzt wurde. Das geschah so, dass die Sträflinge Hand in Hand über ein Minenfeld marschieren mussten, wobei einige von ihnen das Leben verloren.
Die Anzahl der ermordeten Edelweißpiraten ist unbekannt. Die Dokumentation über Mitgliedschaft, Aktionen, Verhöre und Hinrichtungen lag fast ausschließlich bei den Tätern des NS-Regimes. Die Jugendlichen führten aus Angst vor Verfolgung nicht Buch über ihre Aktivitäten. Viele der Gruppenmitglieder kannten sich nur mit dem Spitz- oder dem Vornamen, was wieder ein Schutz bei Folter-Verhören war. Die vielfältigen Methoden der Ermordung von Regimegegnern erschweren ebenfalls die lückenlose Erfassung der Opfer. Es ist anzunehmen, dass nur eine Minderheit den Zweiten Weltkrieg überlebte.

## Aktionen des Widerstandes
Die Ablehnung der Pflichtmitgliedschaft bei der Hitler-Jugend gilt nach Detlev Peukert durch den gelebten Widerstand gegen das herrschende Regime bereits als eine Form des Jugendwiderstandes. Die Pflege von illegalen Kontakten und Aufrechterhaltung von Beziehungsnetzen, dadurch die Beanspruchung eines eigenen sozialen Raumes kann als Dissidenz und Nonkonformität gesehen werden. Angriffe auf Repräsentanten des Regimes, wozu auch HJ-Funktionäre gehörten, stellen bereits Widerstandshandlungen im engeren Sinn dar.
Politisch motivierter Widerstand war insbesondere das Verstecken und Versorgen von geflohenen Kriegsgefangenen und Juden. Die Edelweißgruppe Steinbrück und die Edelweißgruppe um Gertrud Kühlem (Gertrud Koch) berichten von Flugblattaktionen. Der Inhalt der Flugblätter war im Vergleich zu den Schriften der Weißen Rose eher einsilbig und sehr kurz. Das lag einerseits an mangelnder theoretischer Kompetenz, andererseits an praktischen Überlegungen. Sollte ein Passant ein Flugblatt auf den Stufen des Kölner Domes oder im Hauptbahnhof aufheben, würde er sich aus Angst vor Entdeckung kaum die Zeit nehmen, einen längeren Text zu lesen. Ein Text der Edelweiß-Gruppe um Gertrud Kühlem zu Beginn ihrer Flugblattaktionen im Sommer 1942 lautete etwa:

„Macht endlich Schluss mit der braunen Horde!

Wir kommen um in diesem Elend. Diese Welt ist nicht mehr unsere Welt. Wir müssen kämpfen für eine andere Welt, wir kommen um in diesem Elend.“

Als „Scheißflugblatt“ wurden solche Texte bekannt und stellten eine besondere Provokation für die Gestapo dar.

„So braun wie Scheiße, so braun ist Köln. Wacht endlich auf!“

Mit Schulkreide wurden Parolen an Eisenbahnwaggons und Hauswände geschrieben. Dabei wurden Parolen der Wehrmacht umfunktioniert. Eine solche Parole findet sich in die Mauer eingraviert in einer Gefängniszelle des Kölner EL-DE-Hauses, in dem Mitglieder von Edelweiß-Gruppen inhaftiert, verhört und gefoltert wurden:

„Kinder müssen kommen in den Krieg

Räder müssen rollen für den Sieg

Köpfe müssen rollen nach dem Krieg“

und direkt darunter

„Ihr könnt mich nicht, wenn ich nicht will!“

## Nach dem Zweiten Weltkrieg
Die Edelweißpiraten an Rhein und Ruhr existierten noch bis etwa 1947, wobei sich ihre Aktivitäten jetzt gegen die westlichen Besatzungsmächte richteten.
Zudem wurde der Begriff Edelweißpiraten von Jugendlichen verwendet, die in der Sowjetischen Besatzungszone nach Ansicht des sowjetischen Geheimdienstes Propagandaaktionen und Terrorakte im Auftrag der Briten ausführten. Bis Anfang der 1950er Jahre gab es in der DDR Edelweißpiratengruppen, die nationalsozialistisch gesinnt waren und u. a. das Horst-Wessel-Lied sangen. Sie galten für die sowjetischen Behörden als Werwolfgruppen. Entsprechend benannte Gruppen wurden in Schlesien 1946 von den polnischen Behörden bekämpft und noch Anfang der 1950er Jahre in der DDR festgestellt. Mindestens zwei Edelweißpiraten wurden 1946 und 1947 in der Sowjetischen Besatzungszone hingerichtet.

## Fortsetzung der Kriminalisierung und das Vergessen der Edelweißpiraten nach 1945
Nach der Befreiung ging für viele Edelweißpiraten, vor allem für die aus den Arbeiterkreisen, der Überlebenskampf weiter. Als Gruppen waren und blieben sie aufgelöst, einige behielten so weit wie möglich ihre Vorlieben bei, beispielsweise als Tramps zu reisen. Kaum geändert hatte sich allerdings die personelle Zusammensetzung der Ermittlungsbehörden, in denen oft ehemalige Gestapo-Beamte ihren Dienst versahen, und der Gerichte. Das Verhalten der Edelweißpiraten wurde von den amerikanischen Besatzungsbehörden nicht akzeptiert und führte in zahlreichen Fällen zu erneuten Verurteilungen und Haftstrafen. Betroffene, die eine Entschädigung anstrengten, wurden von der Wiedergutmachungsbehörde mancherorts eingeschüchtert. Jean Jülich berichtet von solchen Versuchen seitens des damaligen zuständigen Dezernenten des Kölner Regierungspräsidenten. Dieser habe ihm angeblich offen zu verstehen gegeben, dass Edelweißpiraten für ihn „Krahde“, also Dreck und Pöbel seien, dessen Züchtigungen durch die Hitler-Jugend er für sinnvoll gehalten habe.
Seit den 1980er Jahren veröffentlichten einige Edelweißpiraten biografische Texte, die die Ermittlungsprotokolle der Gestapo und der Nachkriegszeit um einen für die historische Forschung wichtigen Blickwinkel ergänzten.
Mit Gertrud Koch verstarb am 20. Juni 2016 das letzte bekannte Mitglied der Edelweißpiraten.

## Späte Ehrungen und Rehabilitierung

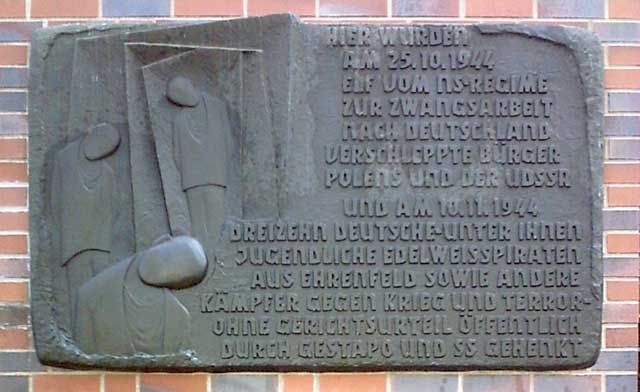
Gedenktafel für Opfer des NS-Regimes (2004)

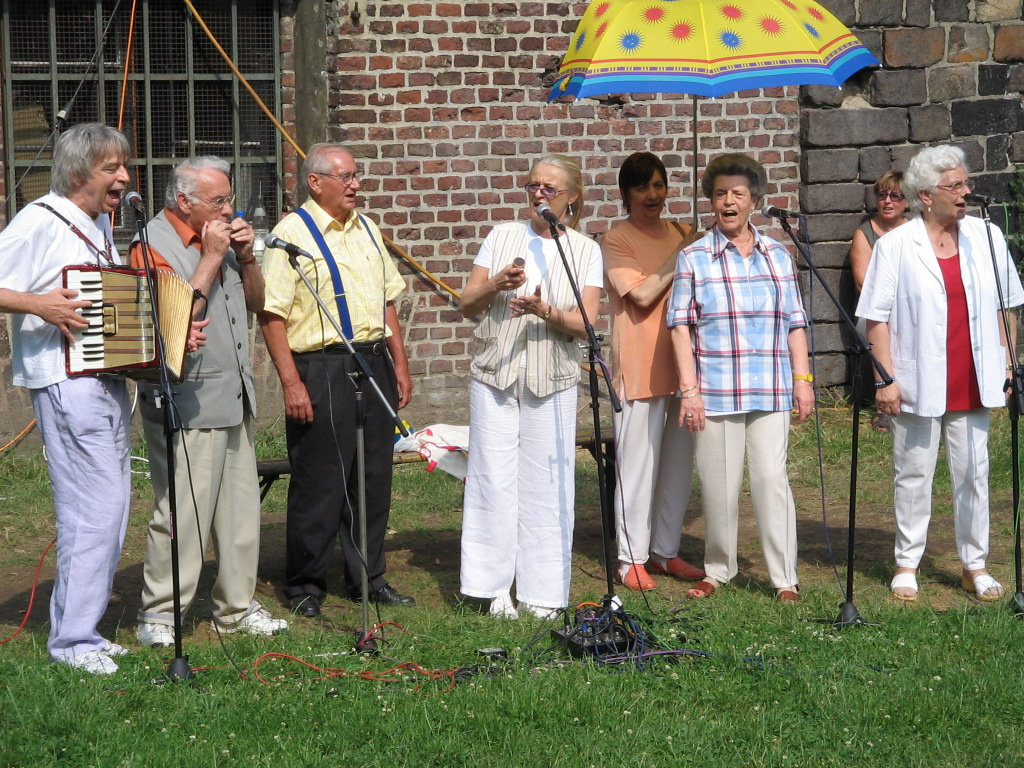
Edelweißpiraten beim Edelweißpiratenfestival 2005 in Köln: Peter Schäfer (2. von links), Jean Jülich (3. von links) und Mucki Koch (2. von rechts)

Jean Jülich, Michael Jovy sowie posthum Barthel Schink, Mitglieder der Kölner Edelweiß-Gruppe, wurden 1984 in der israelischen Holocaust-Gedenkstätte Yad Vashem als „Gerechte unter den Völkern“ geehrt, weil die Gruppe in den Trümmern Ehrenfelds Juden versteckt und mit (oft gestohlenen) Lebensmitteln versorgt und damit gerettet hatte.
In Köln-Ehrenfeld erinnert seit dem 9. November 2003 eine Gedenktafel an die im November 1944 dort hingerichteten Edelweißpiraten. Die Tafel ist an den Bögen der Bahnunterführung in der Schönsteinstraße, Nähe Venloer Straße, angebracht – in der Nähe, der heutigen Bartholomäus-Schink-Straße, hat die Hinrichtung stattgefunden. Die Tafel war schon Jahre vorher fertiggestellt worden, aber auf Druck der Kölner CDU wieder abgenommen worden. Die CDU hatte seit Kriegsende die Anerkennung der Edelweißpiraten als Widerstandskämpfer zu verhindern versucht, teilweise mit Argumenten, die direkt aus Gestapo-Verhörprotokollen zitiert wurden.

„Hier wurden am 25.10.1944 elf vom NS-Regime zur Zwangsarbeit nach Deutschland verschleppte Bürger Polens und der UdSSR und am 10.11.1944 dreizehn Deutsche – unter ihnen jugendliche Edelweißpiraten aus Ehrenfeld sowie andere Kämpfer gegen Krieg und Terror – ohne Gerichtsurteil öffentlich durch Gestapo und SS gehenkt.“

2005 wurden die Kölner Edelweißpiraten offiziell vom damaligen Regierungspräsidenten Jürgen Roters rehabilitiert:

„Die Verwaltungsbehörden behandelten uns zwar als Opfer eines Unrechtregimes, aber nicht als Angehörige des politischen Widerstandes. Auch die Bezirksregierung Köln, die damals für das Bundesentschädigungsgesetz zuständig war, stufte die Edelweiß-Mitglieder nicht als politisch Verfolgte ein. Erst am 16. Juni 2005 wurden wir im Plenarsaal des Kölner Regierungspräsidiums im Rahmen eines Festaktes als Widerstandskämpfer anerkannt.“

Die Aktionen der Edelweißpiraten wurden mittlerweile Gegenstand eines Theaterstückes und des Kinofilms Edelweißpiraten aus dem Jahr 2005. Seit Juni 2005 findet im Kölner Friedenspark ein jährliches Edelweißpiratenfestival statt.
Vier ehemalige Mitglieder dieser Gruppe wurden 2008 mit der Heine-Büste der Stadt Düsseldorf ausgezeichnet. Die vom Düsseldorfer Freundeskreis Heinrich Heine verliehene Auszeichnung ehrt Gertrud Koch, Jean Jülich, Wolfgang Schwarz und Fritz Theilen für außerordentliche Aktivitäten im Sinne des kritischen und widerständigen Geistes des Dichters Heinrich Heine.
Im April 2011 erhielten die fünf noch lebenden Mitglieder der Edelweißpiraten und der Ehrenfelder Gruppe wegen ihres Engagements als Zeitzeugen aus der Hand von Oberbürgermeister Jürgen Roters das Bundesverdienstkreuz am Bande ausgehändigt: Hans Fricke, Gertrud Koch, Peter Schäfer, Wolfgang Schwarz und Fritz Theilen. Jean Jülich, das bekannteste Mitglied der Kölner Widerstandsgruppen, der bereits 1991 geehrt worden war, war als Ehrengast anwesend.
Im November 2024 wurde endgültig von der Bezirksvertretung Nippes einstimmig beschlossen, auf dem Leipziger Platz im Kölner Stadtteil Nippes ein Denkmal zu errichten, initiiert von der Initiative Nippeser Edelweißpiraten. Das Denkmal Singender Baum des Künstlers Grigory Berstein und des Architekten Friedhelm Gauchel wurde am 30. April 2025 eingeweiht.

## Adaptionen

### Film
- Nachforschungen über die Edelweißpiraten (1980) von Dietrich Schubert in Zusammenarbeit mit dem ZDF
- Edelweißpiraten (2004) von Niko von Glasow
- Jugendliche im Widerstand: Edelweißpiraten (2022, weiterer Titel: Edelweißpiraten: Teenager gegen Hitler), Dokumentarfilm von Georg Wellmann und Ingolf Gritschneder; Erstausstrahlung am 25. April 2023 auf arte[15]

### Musik
- Ballade vom Edelweißpiraten Nevada Kid von Franz Josef Degenhardt
- Edelweißpiraten von Lilienthal (Text: Herwig Steymans; Musik: Hans-Jörg Maucksch)
- Edelweißpirate von den Bläck Fööss / Rolly Brings
- Edelweißpiraten sind treu von dem Rapper Chaoze One ft. Lotta C.
- der Turm (Edelweißpiraten) von Joachim Witt
- Link zu diversen Neuinterpretationen der Lieder von Edelweißpiraten

### Jugendromane
- Dirk Reinhardt: Edelweißpiraten, Aufbau Verlag, Berlin 2012, ISBN 978-3-351-04163-2.
- Elisabeth Zöller: Wir tanzen nicht nach Führers Pfeife. Ein Tatsachen-Thriller über die Edelweißpiraten. Hanser, München 2013, ISBN 978-3-446-24024-7.
- Frank Maria Reifenberg: Wo die Freiheit wächst – Briefroman zum Widerstand der Edelweißpiraten. arsEdition, München 2019, ISBN 978-3-8458-2274-7.

### Biografische Schilderungen
- Gertrud Koch, Regina Carstensen: Edelweiß. Meine Jugend als Widerstandskämpferin. Rowohlt, Reinbek bei Hamburg 2006, ISBN 978-3-499-62093-5.
- Jean Jülich: Kohldampf, Knast und Kamelle. Ein Edelweißpirat erzählt sein Leben. Kiepenheuer & Witsch, Köln 2003, ISBN 3-462-03540-1.
- Kurt Piehl: Geschichte eines Edelweißpiraten. Brandes & Apsel, Frankfurt am Main 1988.
  - Band 1. – Latscher, Pimpfe und Gestapo. ISBN 3-925798-87-0.
  - Band 2. – Rebellen mit dem Edelweiß. ISBN 3-925798-88-9.
  - Schieber, Tramps, Normalverbraucher. Unterwegs im Nachkriegsdeutschland. Brandes & Apsel, Frankfurt/M. 1989, ISBN 3-925798-89-7.
- Fritz Theilen: Edelweißpiraten. Fischer, Frankfurt am Main 1984, ISBN 3-596-27548-2.

## Weitere oppositionelle Jugendbewegungen in der Zeit des Nationalsozialismus
- Leipziger Meuten
- Schwarze Scharen
- Swing-Jugend